# Maria Jacobini
 (février 2015).
Si vous disposez d'ouvrages ou d'articles de référence ou si vous connaissez des sites web de qualité traitant du thème abordé ici, merci de compléter l'article en donnant les références utiles à sa vérifiabilité et en les liant à la section « Notes et références ».
Maria Jacobini (née le 17 février 1892 à Rome et morte le 20 novembre 1944 dans cette même ville) est une actrice italienne. 

## Biographie
Maria Jacobini provient d'une noble famille romaine. Sœur aînée de Diomira, adolescente elle approche le milieu du théâtre  de l'académie nationale d'art dramatique en suivant les cours de Virginia Marini et d'Eduardo Boutet.
Une fois diplômée, elle commence sa carrière professionnelle en intégrant la compagnie de Cesare Dondini, en interprétant des seconds rôles, mais laissant apparaître un réel talent d'interprétation dramatique.

## Carrière

### Le cinéma muet

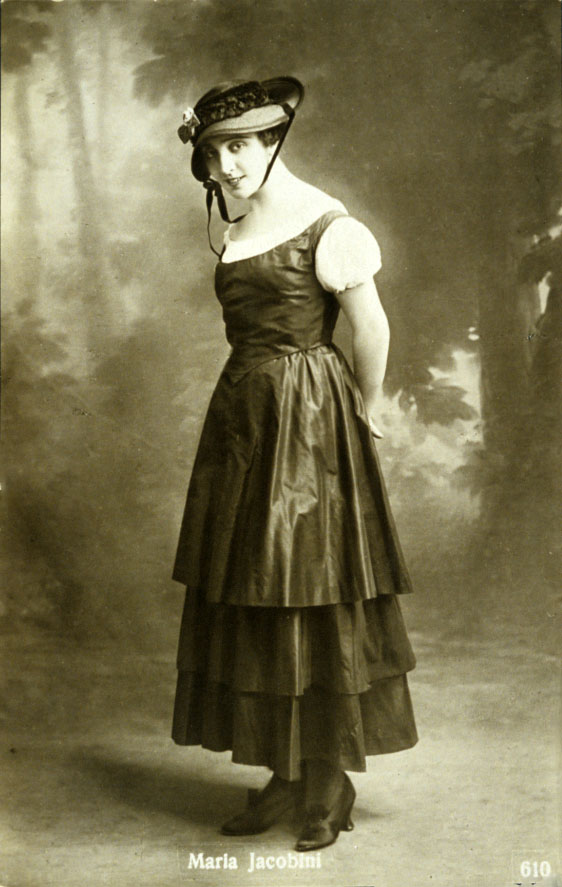
Maria Jacobini

Remarquée par Ugo Falena, directeur artistique de la maison de production « Film d'Arte Italiana », elle reçoit son premier engagement pour un rôle au cinéma muet pour le film Béatrice Cenci (1910), mais son premier rôle important elle l'obtient deux ans plus tard avec le film Cesare Borgia, marquant le début d'une activité cinématographique prolifique qui fait d'elle une des principales interprètes féminines du cinéma italien.
En 1912 Maria Jacobini est engagée par la maison de production « Savoia Film » de Turin, qui lui confie des rôles de premier plan, souvent en partenariat avec Dillo Lombardi.
À Turin, elle fait connaissance du réalisateur Nino Oxilia, qui la dirige dans de nombreux films et qui devient son compagnon.
Par la suite, elle passe par d'autres maisons cinématographiques : Pasquali Film, Celio Film, Tiber Film.
En 1918 elle tourne à Turin, pour la maison de production « Itala Film », une seconde version de Addio giovinezza!, film à succès, en hommage aux auteurs Camasio et Nino Oxilia, ce dernier mort au front une année avant le mariage prévu avec Maria Jacobini.
En 1920 elle est engagée en tant que « prima attric » (première actrice) par la « Fert ». Dans cette maison de production, elle se lie professionnellement et sentimentalement avec le réalisateur Gennaro Righelli, un des plus estimés de l'époque, qu'elle épouse en 1925 et qui la dirige dans de nombreux films : Amore rosso (1921), Il viaggio (1921) et L'isola e il continente (1922).

### Carrière à l'étranger
Après la Première Guerre mondiale, l'industrie cinématographique italienne est en crise et en 1923 Maria Jacobini et son compagnon émigrent en Allemagne.
Maria Jacobini fonde à Berlin sa propre maison de production la « Maria Jacobini-Film GmbH », qui produit un seul film : La Bohème. Sa société est remise à flot par « Trianon-Film », maison pour laquelle elle travaille.
En Allemagne, Maria Jacobini obtient le même succès qu'en Italie aussi bien de la critique que du public. 
Parmi ses principaux films figurent : Alla deriva (1923), Oriente (1924), Una moglie e… due mariti (1924), Transatlantico (1925), L'avventuriera di Algeri (1927) et Villa Falconieri (1928).
Pendant la même période elle tourne parfois en Italie : La bocca chiusa (1925) et Beatrice Cenci (1926).
En 1929 elle tourne en France son dernier film muet de sa carrière : Maman Colibrì.

### La période sonore
Maria Jacobini, devenue une diva du film muet affronte l'arrivée du « cinéma sonore », contrairement à d'autres actrices du muet qui abandonnent l'activité. Elle s'adapte au « cinéma parlé » et continue à travailler en interprétant surtout des rôles secondaires.
Elle retourne en Italie avec son mari au début des années 1930 et tourne dans les « studios Cines » son premier film parlé avec le réalisateur Amleto Palermi Perché no? (1930), avec Livio Pavanelli et Oreste Bilancia.
Sa dernière apparition a lieu en 1943 dans le film La donna della montagna, une année avant sa mort avenue à l'âge de 52 ans.

### L'enseignante
En 1937 la direction du Centro Sperimentale di Cinematografia lui propose la chaire d'enseignement de récitation poste qu'elle occupe jusqu'en 1943. Parmi ses élèves figurent les actrices Clara Calamai et Alida Valli.

## Filmographie partielle
- 1910 : Beatrice Cenci d'Ugo Falena
- 1910 : Lucrèce Borgia de Mario Caserini
- 1912 : Cesare Borgia de Gerolamo Lo Savio
- 1912 : Il giglio della palude de Roberto Danesi
- 1912 : Il ballo della morte de Roberto Danesi
- 1912 : La fuggitiva de Roberto Danesi
- 1912 : L'ultimo amplesso de Pier Antonio Gariazzo
- 1912 : Vampe di gelosia de Roberto Danesi
- 1913 : Follia de Roberto Danesi
- 1913 : Giovanna d'Arco d'Ubaldo Maria Del Colle
- 1913 : Il cadavere vivente d'Oreste Mentasti et Nino Oxilia
- 1913 : Il velo d'Iside de Nino Oxilia
- 1913 : In hoc signo vinces de Nino Oxilia
- 1913 : L'amicizia di Polo de Gian Paolo Rosmino
- 1913 : L'eredità di Gabriella de Roberto Danesi
- 1913 : La falsa strada de Roberto Danesi
- 1914 : Capricci di gran signore d'Umberto Paradisi
- 1914 : L'esplosione del forte B.2d'Umberto Paradisi
- 1915 : Ananke de Nino Oxilia
- 1915 : I cavalieri moderni d'Ivo Illuminati
- 1915 : Sotto l'ala della morted'Ivo Illuminati
- 1916 : La corsara de Maurizio Rava
- 1916 : La maschera dell'amore d'Ivo Illuminati
- 1917 : Comme les feuilles (Come le foglie)
- 1917 : Resurrezione de Mario Caserini
- 1918 : Addio giovinezza! d'Augusto Genina
- 1918 : L'onestà del peccato d'Augusto Genina
- 1918 : La signora Arlecchino de Mario Caserini
- 1918 : Anima tormentata de Mario Caserini
- 1919 : La Reine du charbon (La regina del carbone) de Gennaro Righelli et Luciano Doria
- 1920 : La casa di vetro de Gennaro Righelli
- 1920 : La vergine folle de Gennaro Righelli
- 1921 : Amore rosso de Gennaro Righelli
- 1921 : Il richiamo de Gennaro Righelli
- 1921 : La preda de Guglielmo Zorzi
- 1922 : L'incognita de Gennaro Righelli
- 1922 : La casa sotto la neve de Gennaro Righelli
- 1923 : La Bohème (Bohème - Künstlerliebe) de Gennaro Righelli
- 1923 : Alla deriva (Steuerlos) de Gennaro Righelli
- 1924 : Oriente (Orient) de Gennaro Righelli
- 1924 : Una moglie e... due mariti (Die Puppenkönigin) de Gennaro Righelli
- 1925 : Transatlantico  (Der Bastard) de Gennaro Righelli
- 1926 : Beatrice Cenci de Baldassarre Negroni
- 1927 : Bigamie de Jaap Speyer
- 1928 : Unfug der Liebe de Robert Wiene
- 1928 : Il carnevale di Venezia  de Mario Almirante
- 1928 : L'avventuriera di Algeri (Die Frauengasse von Algier) de Wolfgang Hoffmann-Harnisch
- 1928 : La fortezza di Ivangorod (Fünf bange Tage) de Gennaro Righelli
- 1928 : Vera Mirzewa (Der Fall dee Staatsanwalt M.) de Rudolf Meinert
- 1928 : Villa Falconieri (Villa Falconieri) de Richard Oswald
- 1929 : Maman Colibri de Julien Duvivier
- 1930 : Perché no?d'Amleto Palermi
- 1931 : La scala de Gennaro Righelli
- 1931 : La stella del cinema de Mario Almirante
- 1931 : Patatrac de Gennaro Righelli
- 1934 : Paraninfo d'Amleto Palermi
- 1937 : Gli uomini non sono ingrati de Guido Brignone
- 1938 : Chi è più felice di me! de Guido Brignone
- 1938 : Le Roman d'un génie (Giuseppe Verdi) de Carmine Gallone
- 1939 : Le educande di Saint-Cyr de Gennaro Righelli
- 1940 : Melodie eterne de Carmine Gallone
- 1940 : Cento lettere d'amore de Max Neufeld
- 1941 : L'Acteur disparu (L'attore scomparso) de Luigi Zampa
- 1942 : La signorina de László Kiss
- 1942 : Via delle Cinque Lune de Luigi Chiarini
- 1942 : Signorinette de Luigi Zampa
- 1943 : La danza del fuoco de Giorgio Simonelli
- 1943 : Tempesta sul golfo de Gennaro Righelli
- 1943 : La Femme de la montagne (La donna della montagna) de Renato Castellani